# 基特里奇 (科羅拉多州)
基特基奇（英語：Kittredge）是位於美國科羅拉多州傑佛遜縣的一個人口普查指定地區。

## 地理
基特基奇的座標為39°39′16″N 105°17′58″W / 39.65444°N 105.29944°W，而該地最高點為海拔高度2105米（即6906英尺）。

## 人口
根據2010年美國人口普查的數據，基特基奇的面積為4.88平方千米，均為陸地。當地共有人口1304人，而人口密度為每平方千米267人。